# Edmund von der Becke-Klüchtzner
Georg Edmund von der Becke-Klüchtzner, geborener von der Becke (* 5. Oktober 1832 in Bärenklause; † 24. November 1912 in Freiburg im Breisgau), war ein deutscher Genealoge und sächsischer Offizier.

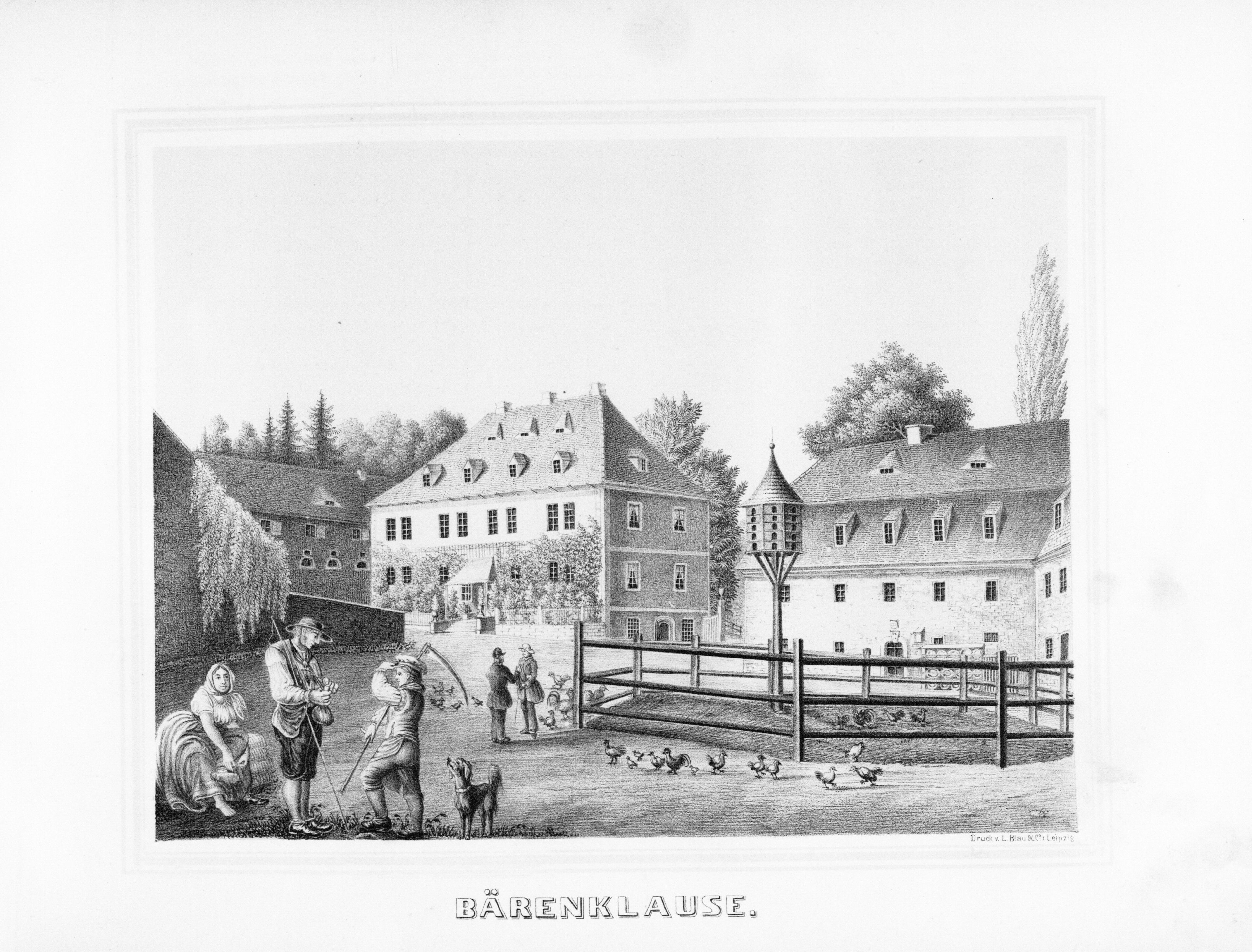
Väterliches Rittergut Bärenklause, Geburtsort, um 1856

## Herkunft und Familie

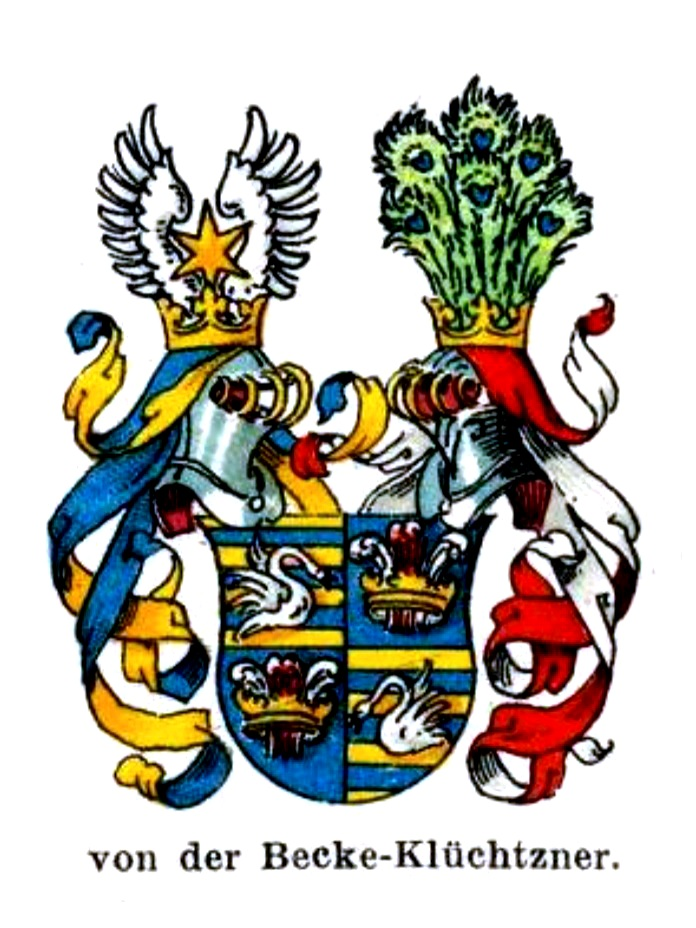
Vereinigtes Wappen von der Becke-Klüchtzner

Edmund von der Becke stammte aus der ursprünglich westfälischen Kaufmannsfamilie von der Becke, die einen Schwan im Stammwappen führt. Er war der Sohn von Ferdinand Alexander von der Becke (1796–1862), Herr auf Bärenclause und Welschufe bei Kreischa, und dessen Ehefrau Mathilde Maximiliane Luise, geborene von Wolfframsdorff. Sein Vater war ein Neffe des Johann  Karl von der Becke, ehemals Kanzler und Landesregierungschef des Herzogtums Sachsen-Gotha-Altenburg.
1857 heiratete er in Dresden Anna Friederike Karoline von Klüchtzner (1839–1911), mit der er vier Söhne hatte.
1862 gab der sächsische König die Genehmigung zur Namens- und Wappenvereinigung von Georg Edmund von der Becke (* 5. Oktober 1832; † 24. November 1912) und Karoline von Klüchtzner (* 14. März 1839; † 29. November 1911).

## Leben
Nach seiner militärischen Karriere in der Königlich Sächsischen Armee, die bereits vor 1862 mit dem Rang eines Oberleutnants endete, wirkte Becke-Klüchtzner als Gutsbesitzer in Großdobritz im Amtsbezirk Meißen, wo er auch als Friedensrichter tätig war.
Seit 1879 lebte Becke-Klüchtzner als Privatier von seinem Vermögen und beschäftigte sich mit genealogischen und heraldischen Studien zum badischen und württembergischen Adel.
Von 1879 bis 1882 lebte er in Stuttgart, wobei seine Frau schon seit 1877 dort registriert war. 1879 publizierte Becke-Klüchtzner in Stuttgart sein Werk Der Adel des Königreichs Württemberg. Neu bearbeitetes Wappenbuch mit genealogischen und historischen Notizen.
Zwischen 1885 und 1911 ist er im Adressbuch der Stadt Baden-Baden eingetragen. Um 1883 begann er die Arbeit an seinem Hauptwerk, Stamm-Tafeln des Adels des Großherzogtums Baden, das 1886 bis 1888 in 14 Lieferungen und einem Nachtrag publiziert wurde. Im Gegensatz zu dem ab 1898 erschienen Oberbadischen Geschlechterbuch von Julius Kindler von Knobloch beschränkte sich Becke-Klüchtzner auf die noch existierenden Geschlechter, wobei das Werk von Kindler mit dem Buchstaben R endet.
Bereits 1885 publizierte er ein Inventar adeliger Grabstätten in Baden-Baden in der Zeitschrift des heraldischen Vereins Herold.
Nach dem Tod seiner Frau 1911 zog Becke-Klüchtzner in den Raum Freiburg, wo er bereits 1912 starb. Das Ehepaar von der Becke-Klüchtzner hatte vier Söhne, die beiden ältesten und der jüngste Sohn lebten Anfang des 20. Jahrhunderts in Übersee.

## Werke
- Der Adel des Königreichs Württemberg. Neu bearbeitetes Wappenbuch mit genealogischen und historischen Notizen, W. Kohlhammer, Stuttgart 1879. Digitalisat der UB Tübingen
- Grabstätten adeliger Personen auf den Gottesäckern zu Baden-Baden und Lichtenthal bei Baden-Baden. In: Ad. M. Hildebrandt: Vierteljahrsschrift für Heraldik, Sphragistik und Genealogie, Jg. 13, Carl Heymanns Verlag, Berlin 1885, S. 105–123. Digitalisat der ULB Düsseldorf
- Stamm-Tafeln des Adels des Großherzogtums Baden, A. v. Hagen (Weber & Kölblin), Baden-Baden 1886. Digitalisat der UB Heidelberg